# Flensburg
Flensburg (Deens en Nederduits: Flensborg, Zuid-Jutlands: Flensborre) is een kreisfreie Stadt in de Duitse deelstaat Sleeswijk-Holstein. De havenstad telt 89.934 inwoners (31 december 2020) op een oppervlakte van 56,38 km².
Monumentaal zijn hier de kerken in baksteengotiek, zoals de Heilige Geestkerk.
Flensburg ligt in het noorden van het land in een heuvelachtig gebied rond de Flensburger Fjord, tegen de grens met Denemarken. Flensburg is het centrum voor Deens onderwijs en andere instellingen voor de Deense minderheid in Zuid-Sleeswijk. De Duitse spreektaal van Flensburg heeft wat Deense invloeden, en enkele oudere inwoners spreken soms nog de mengtaal Petuh.

## Geschiedenis
De stad werd gesticht in de 13e eeuw en groeide pas echt na de instorting van het Hanze-imperium. Tussen 1460 en 1864 was het een van de belangrijkste havens van Denemarken. In de Tweede Duits-Deense Oorlog in 1864 werd de stad veroverd door Pruisen. In 1867, bij de verkiezingen voor de Noord-Duitse Rijksdag, toonde de stad een Deense meerderheid. Tot het laatste deel van de 19e eeuw was Flensburg nog de grootste stad van Sleeswijk-Holstein, groter dan Kiel. In 1920, na afloop van de Eerste Wereldoorlog, werd een referendum gehouden over de toekomstige indeling van het voormalige Hertogdom Sleeswijk. In Flensburg stemde 75% van de inwoners voor Duitsland, waardoor de grens ten noorden van de stad werd vastgelegd.
Flensburg was de laatste dagen van de Tweede Wereldoorlog regeringszetel van de Duitse regering; zie Flensburgregering.

## Demografie
De onderstaande grafiek toont de bevolkingsontwikkeling van Flensburg.

## Stadsdelen

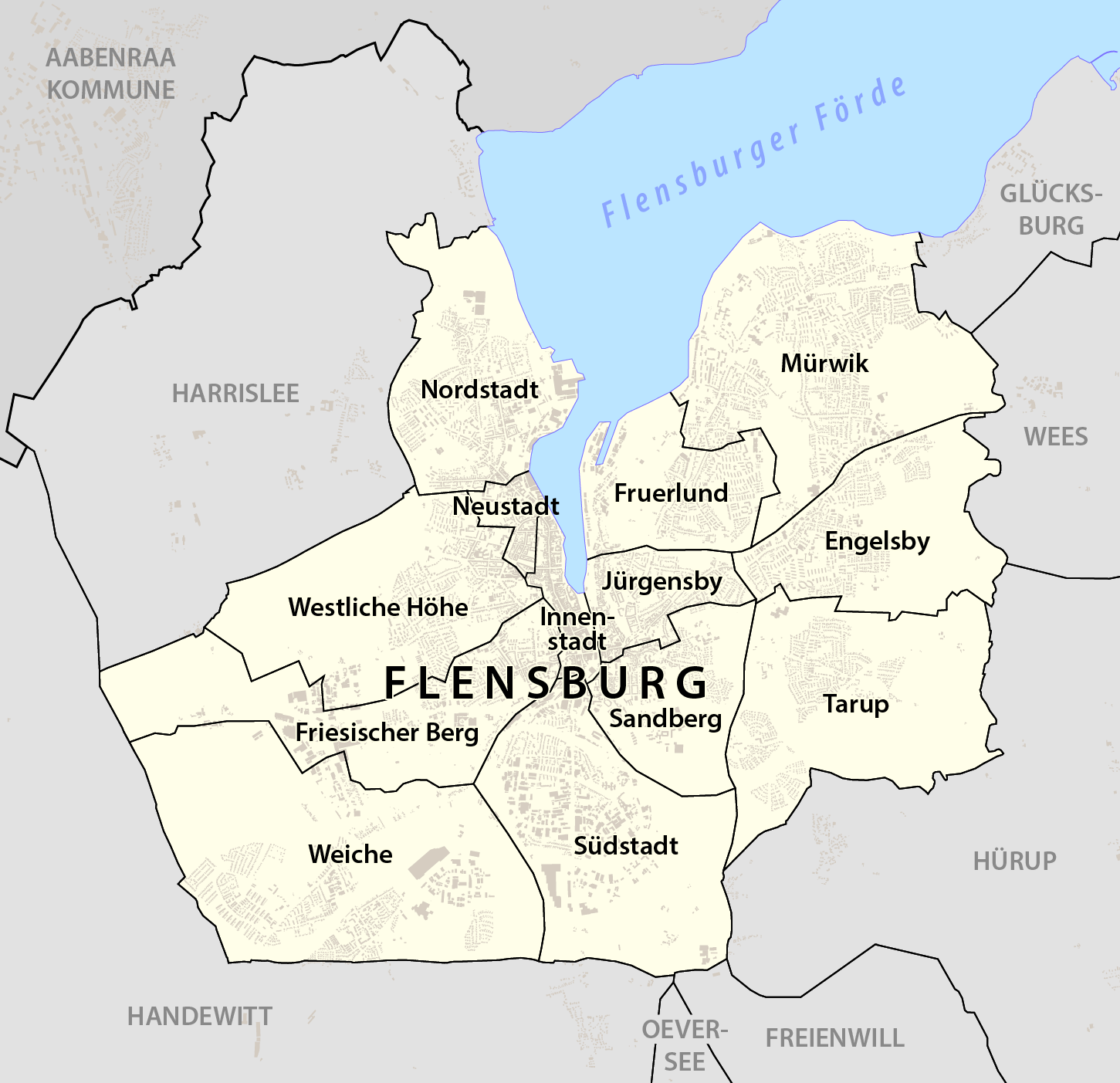
Ligging der stadsdelen van Flensburg

- Altstadt
- Engelsby
- Friesischer Berg (Deens: Friserbjerg)
- Fruerlund
- Jürgensby (Jørgensby)
- Mürwik (Mørvig)
- Neustadt (Nystaden)
- Nordstadt
- Sandberg (Sandbjerg)
- Südstadt
- Tarup
- Weiche (Sporskifte)
- Westliche Höhe

## Geboren
- Christiaan V van Denemarken (1646–1699), koning van Denemarken en Noorwegen
- Hugo Eckener (1868–1954), luchtvaartpionier
- Dieter Thomas Heck (1937–2018), presentator, schlagerzanger en acteur
- Max Christiansen (1996), voetballer

## Stedenbanden
Flensburg heeft stedenbanden met de volgende steden:
- Carlisle (Verenigd Koninkrijk), sinds 1961
- Neubrandenburg (Duitsland), sinds 1987
- Słupsk (Polen), sinds 1988

Carlisle, Słupsk en Flensburg hebben samen een driemansstedenband.

## Trivia
- In Flensburg werd in 1962 door Beate Uhse de eerste seksshop ter wereld opgericht.
- In en rond de stad zijn veel grenswinkels die vooral op Deense klanten (soms ook de rest van Scandinavië) gericht zijn. Sommige producten, met name drank, zijn hier namelijk goedkoper dan in Denemarken, hoewel het prijsverschil kleiner is dan eerder.
- Flensburg staat in Duitsland bekend als de plaats waar het Duitse justitieel bureau voor de rijvaardigheid zit (Kraftfahrt-Bundesamt, KBA). Hier worden de strafpunten voor verkeersovertredingen bijgehouden.[2]

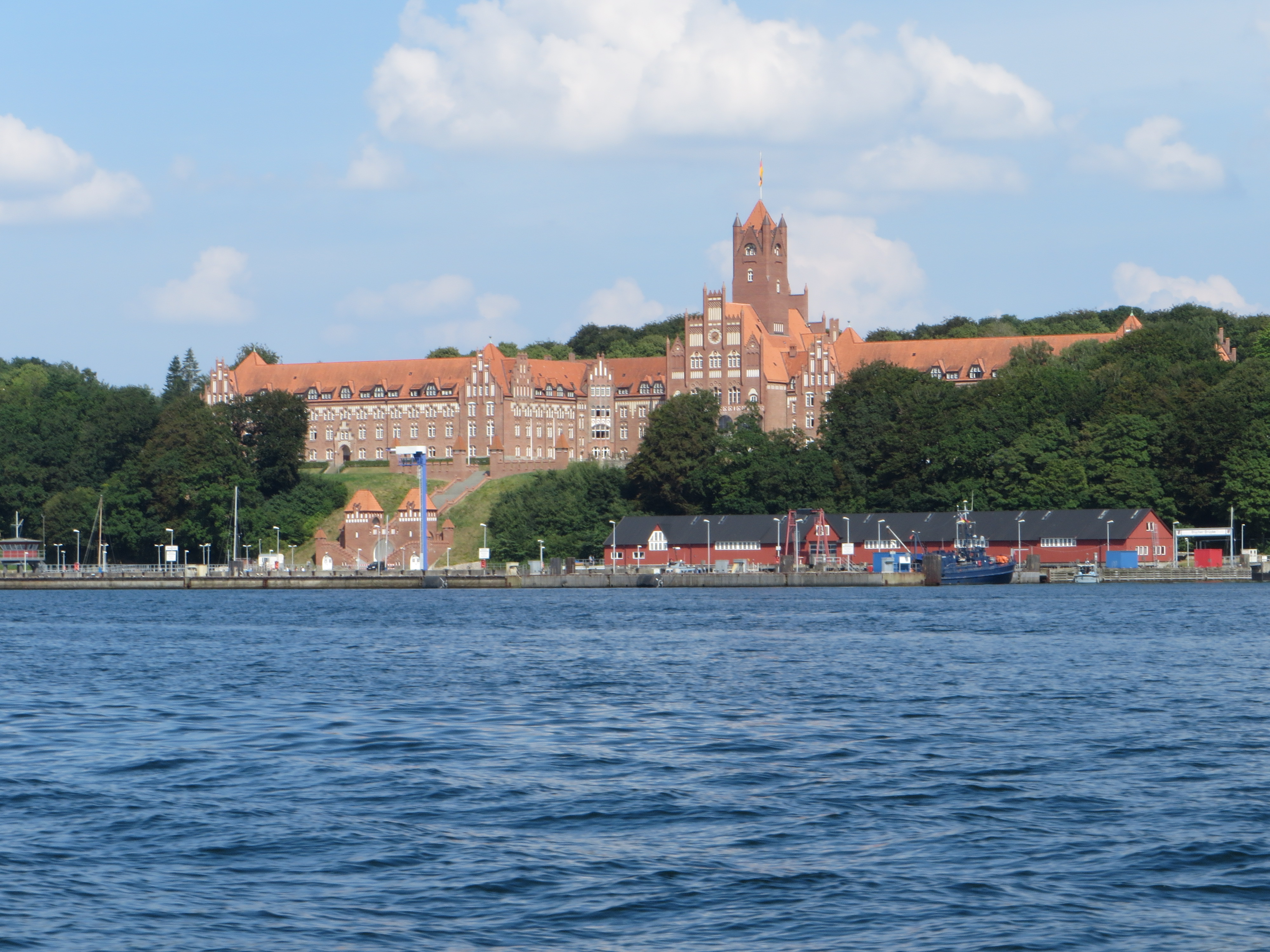
Marineschule Mürwik
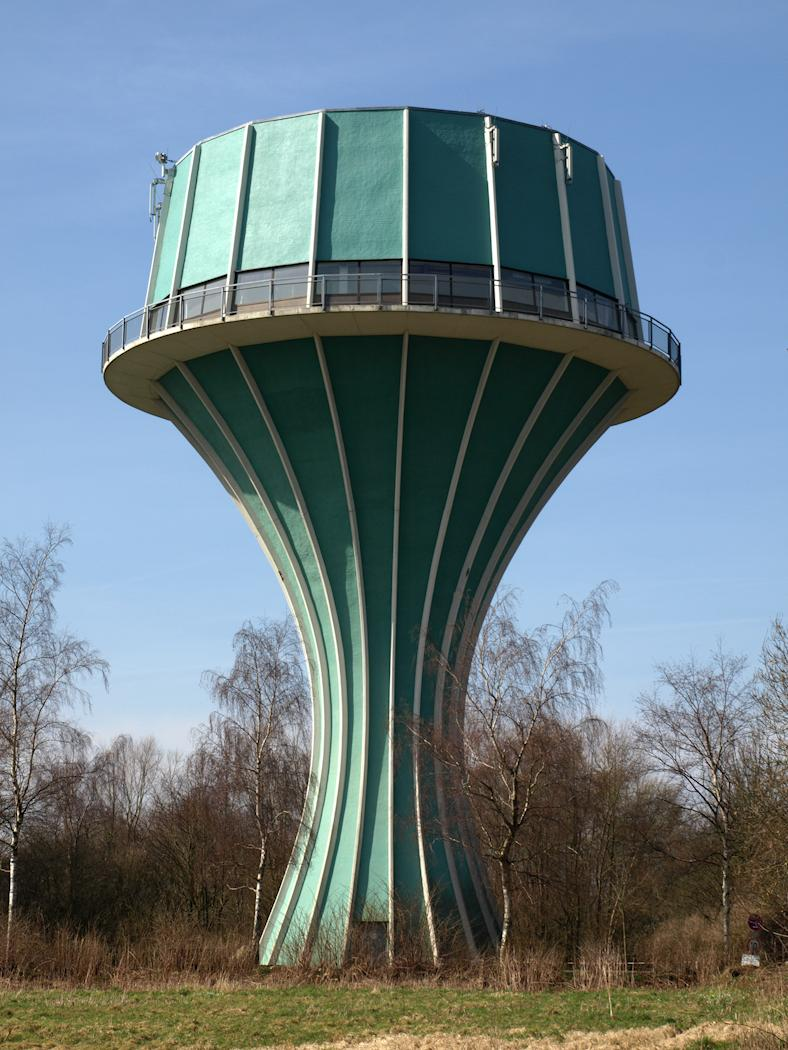
Mürwiker Wasserturm
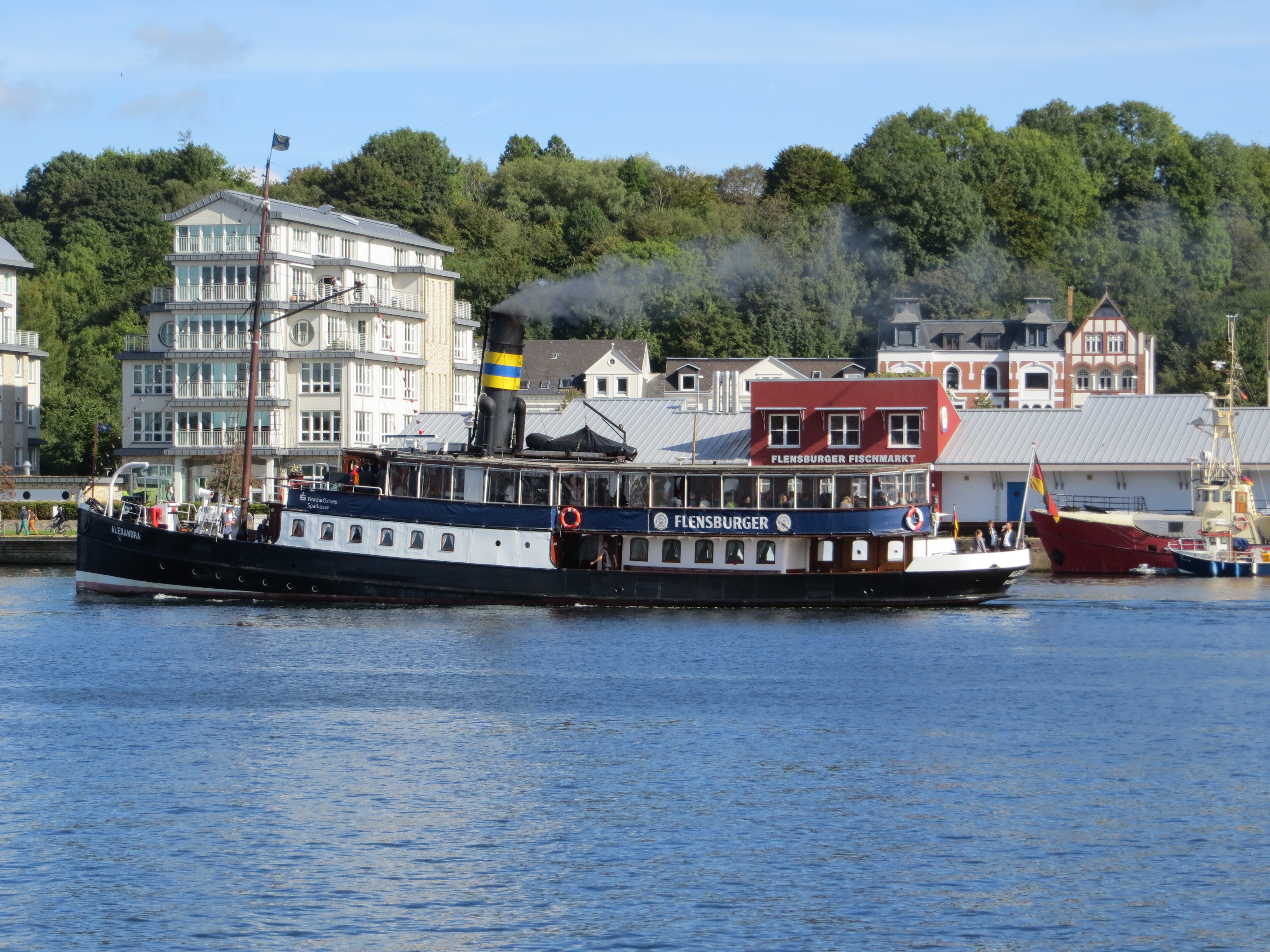
Alexandra
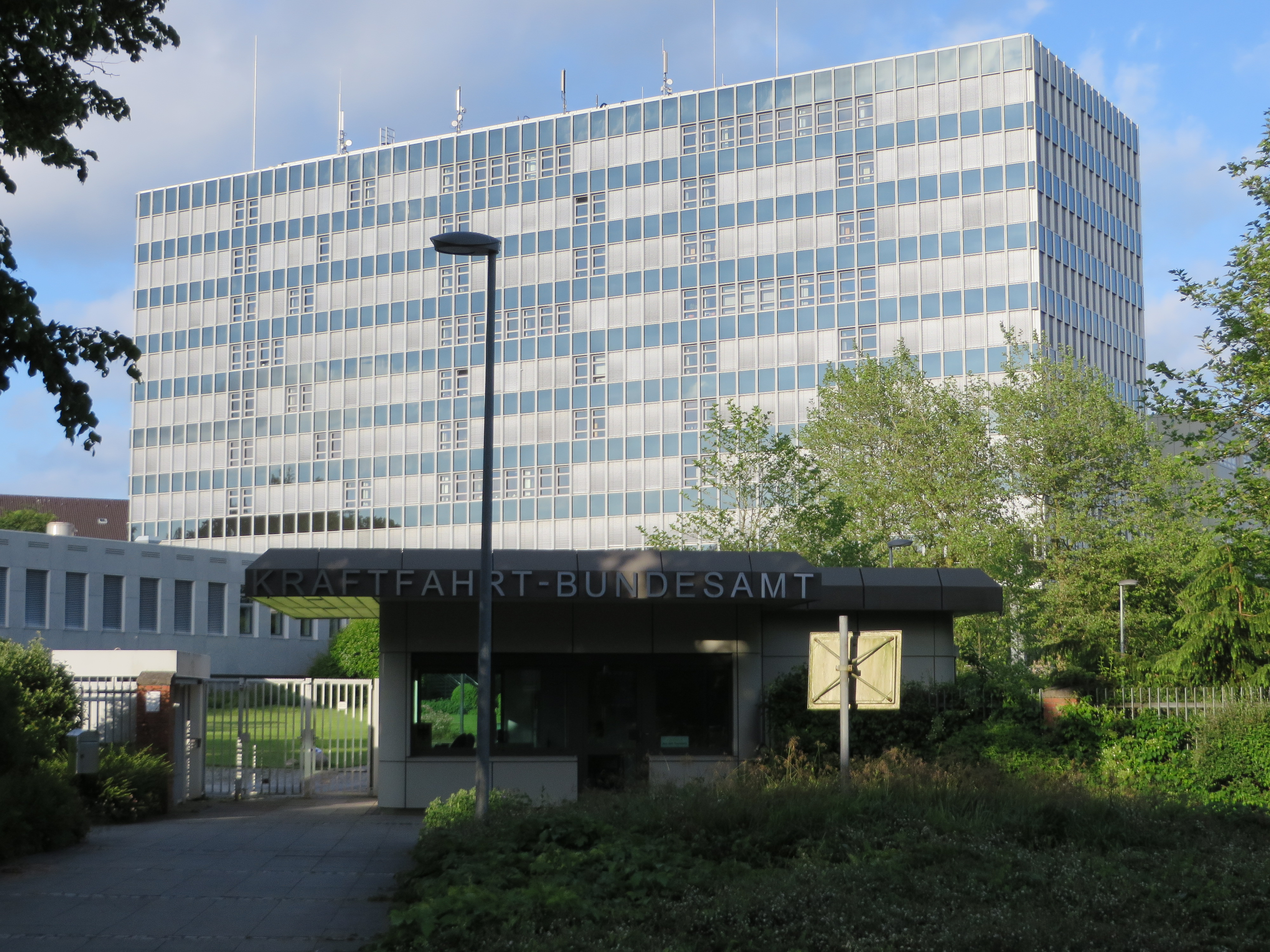
KBA in Flensburg-Mürwik